# Giovanbattista Cutolo
Giovanbattista Cutolo, detto Giogiò (Napoli, 4 agosto 1999 – Napoli, 31 agosto 2023), è stato un musicista italiano, insignito di medaglia d'oro al valor civile.

## Biografia

### Formazione
Nato a Napoli, Cutolo era un giovane musicista del Conservatorio di San Pietro a Majella, di cui frequentava l'ultimo anno di studi, suonando il corno e il pianoforte; era prossimo al conseguimento del diploma accademico. Inoltre faceva parte della Nuova Orchestra Scarlatti, formazione di base nella città partenopea, e aveva partecipato a un'audizione per poter entrare a far parte dell'orchestra di base al Teatro Ariston durante il Festival di Sanremo.

### L'omicidio
La sera del 31 agosto 2023, mentre si trovava con la fidanzata presso una paninoteca in Piazza Municipio, Cutolo è stato coinvolto in una discussione per futili motivi; a quel punto, è stato colpito da tre colpi di pistola di piccolo calibro, morendo sul colpo, come determinato in seguito dall'autopsia. Giovanbattista aveva solo 24 anni.
Nei giorni successivi, la Procura per i minorenni di Napoli ha posto in stato di fermo e poi arrestato un ragazzo di sedici anni proveniente dai Quartieri Spagnoli, identificato dalle forze dell'ordine sia in seguito all'acquisizione e analisi delle immagini delle telecamere di videosorveglianza presenti sul luogo del delitto, sia in base alla successiva confessione da parte del ragazzo fermato.

## Commemorazioni
L'omicidio di Cutolo ha avuto un grande risalto presso l'opinione pubblica locale: il 1º settembre 2023, in Piazza Bellini è stata organizzata una manifestazione pubblica per ricordare il giovane musicista. Il giorno dopo, invece, sul luogo dell'omicidio è stato organizzato un momento di preghiera, organizzato da Francesco Emilio Borrelli e a cui ha partecipato anche il sacerdote di strada don Maurizio Patriciello.
Il 6 settembre 2023, il Sindaco di Napoli, Gaetano Manfredi, ha dichiarato una giornata di lutto cittadino in memoria di Cutolo; nello stesso giorno, si sono celebrati i funerali del musicista presso la Chiesa del Gesù Nuovo, trasmessi in diretta televisiva dall'emittente Canale 21.
Il 1º dicembre dello stesso anno, l'allora Ministro dell'interno, Matteo Piantedosi, ha conferito a Cutolo la Medaglia d'Oro al Valor Civile alla memoria, in una cerimonia a cui erano presenti i genitori del ragazzo.
Il 6 febbraio 2024, Cutolo è stato omaggiato dall'orchestra sinfonica durante la prima serata del Festival di Sanremo, alla presenza della madre, Daniela Di Maggio.
Il 26 maggio 2025, Cutolo è stato omaggiato dal comune di Calvizzano con un murales sulla facciata di un edificio scolastico.